# IEEE软件
IEEE软件（IEEE Software）是电气电子工程师学会计算机协会（IEEE Computer Society）创办的针对软件从业者的杂志。
IEEE软件的目标读者包括软件专业人士、商业分析师、需求工程师、设计师、架构师、开发人员、流程改进专家、测试人员、质量工程师和项目经理等。该杂志关注软件之构造、管理、需求设计以及其他前沿话题，主要登载经由同行评审的文章、热点聚焦、著名作家专栏、技术新闻、经验报告和意见建议等内容。